# سی فووا
سی فووا (ژاپنی: 不破 整) یک بازیکن فوتبال اهل ژاپن است.
از باشگاه‌هایی که در آن بازی کرده‌است می‌توان به Waseda WMW اشاره کرد.